# Adolphe de Macar
 (décembre 2015).
Si vous disposez d'ouvrages ou d'articles de référence ou si vous connaissez des sites web de qualité traitant du thème abordé ici, merci de compléter l'article en donnant les références utiles à sa vérifiabilité et en les liant à la section « Notes et références ».
Le colonel Adolphe Henri Albert de Macar (Liège, 3 décembre 1847 - Bruxelles, 15 mai 1918) est un officier de l'armée belge et un explorateur du continent africain.  Fils d'Augustin de Macar et de Marie Hanen, il fut capitaine, et commanda l'importante station de Luluabourg aux côtés de Léon Braconnier, qui lui succéda. Avec  Le Marinel il explore le Lualaba en 1886 . 